# Герінгтон (Канзас)
Герінгтон (англ. Herington) — місто (англ. city) в США, в округах Дікінсон і Морріс штату Канзас. Населення — 2109 осіб (2020).

## Географія
Герінгтон розташований за координатами 38°42′15″ пн. ш. 96°48′7″ зх. д. / 38.70417° пн. ш. 96.80194° зх. д. (38.704058, -96.801811).  За даними Бюро перепису населення США в 2010 році місто мало площу 13,17 км², з яких 13,10 км² — суходіл та 0,07 км² — водойми.

## Демографія
Згідно з переписом 2010 року, у місті мешкало 2526 осіб у 1082 домогосподарствах у складі 666 родин. Густота населення становила 192 особи/км².  Було 1300 помешкань (99/км²).
Расовий склад населення:
| - 93,3 % — білих - 0,9 % — корінних американців - 0,5 % — азіатів - 0,4 % — чорних або афроамериканців - 0,2 % — вихідців з тихоокеанських островів - 1,7 % — осіб інших рас |

До двох чи більше рас належало 2,9 %. Частка іспаномовних становила 5,7 % від усіх жителів.
За віковим діапазоном населення розподілялося таким чином: 25,1 % — особи молодші 18 років, 55,0 % — особи у віці 18—64 років, 19,9 % — особи у віці 65 років та старші. Медіана віку мешканця становила 39,2 року. На 100 осіб жіночої статі у місті припадало 91,7 чоловіків;  на 100 жінок у віці від 18 років та старших — 89,1 чоловіків також старших 18 років.
Середній дохід на одне домашнє господарство  становив 43 974 долари США (медіана — 34 620), а середній дохід на одну сім'ю — 54 149 доларів (медіана — 45 000). Медіана доходів становила 37 200 доларів для чоловіків та 30 000 доларів для жінок. За межею бідності перебувало 13,6 % осіб, у тому числі 13,4 % дітей у віці до 18 років та 17,0 % осіб у віці 65 років та старших.
Цивільне працевлаштоване населення становило 866 осіб. Основні галузі зайнятості: освіта, охорона здоров'я та соціальна допомога — 25,1 %, роздрібна торгівля — 19,6 %, виробництво — 15,1 %.